# Serge Pedini
Serge Pedini (* 12. Januar 1924 in Nizza; † 15. November 2010 in Cagnes-sur-Mer) war ein französischer Fußballspieler.

## Karriere
Der 168 Zentimeter große Pedini, der sowohl in der Innenverteidigung als auch im defensiven Mittelfeld aufgeboten wurde, stand von 1943 an im Kader der EF Nice-Côte d’Azur, die in dieser Phase des Zweiten Weltkriegs stellvertretend für den OGC Nizza an der inoffiziellen Austragung um die französische Meisterschaft teilnahm. Er sammelte seine ersten Erfahrungen in der höchsten französischen Spielklasse und wurde 1944 bei der Wiederzulassung der Vereinsmannschaften in die Mannschaft des OGC Nizza übernommen. Als in der Saison 1945/46 der offizielle Spielbetrieb wieder aufgenommen wurde, musste er mit seinem Klub in der zweiten Liga antreten und avancierte dabei zum Stammspieler, nachdem er zuvor nicht über gelegentliche Einsätze hinausgekommen war. 
1946 wechselte er zum Zweitligakonkurrenten FC Sochaux, wo er zu einer Zeit, in der Ein- und Auswechslungen noch nicht möglich waren, ebenfalls einen festen Platz in der ersten Elf erhielt. Am Ende der Spielzeit 1946/47 stieg er mit der Mannschaft auf und erreichte im Anschluss sein offizielles Erstligadebüt. Mit Sochaux etablierte er sich in den darauffolgenden Jahren im oberen Tabellenmittelfeld, ehe er 1950 zu seinem Ex-Verein Nizza zurückkehrte. Nizza hatte zwischenzeitlich die Rückkehr in die höchste nationale Spielklasse geschafft und war in den Kreis der besten Vereine gerückt. Somit gehörte Pedini einem Team an, das sich 1951 die nationale Meisterschaft sicherte, was für ihn persönlich den ersten Titelgewinn darstellte. Sowohl daran als auch an der Verteidigung des Titels im Jahr 1952 war er als Stammspieler beteiligt; darüber hinaus gelang der Mannschaft der Einzug ins nationale Pokalfinale 1952. Pedini stand allerdings nicht auf dem Platz, als seine Teamkameraden durch ein 5:3 gegen Girondins Bordeaux die Trophäe holten. 
Nach zwei Jahren mit drei Titeln kehrte er Nizza 1952 den Rücken und wechselte zum Lokalrivalen AS Monaco, der trotz seiner Zugehörigkeit zum Fürstentum Monaco in der zweiten französischen Liga antrat. Bei Monaco zählte er zu den Leistungsträgern und schaffte 1953 zum zweiten Mal im Verlauf seiner Karriere den Aufstieg in die Erstklassigkeit. Anschließend verbrachte er zwei weitere Jahre in der Eliteklasse des französischen Fußballs, bevor er 1955 seine Profilaufbahn mit 31 Jahren vorerst beendete. Er trug für die Dauer der Saison 1955/56 das Trikot des Amateurvereins Rapid Menton aus der Region um Nizza, ehe er 1956 mit seiner Vertragsunterschrift beim Zweitligisten FC Sète in den Profibereich zurückkehrte. In Sète stellte er zumeist keine Stammkraft dar und konnte mit einem zwölften Platz in der zweiten Liga nicht an vorherige Erfolge anknüpfen. 1957 beendete er mit 33 Jahren nach 195 Erstligapartien mit fünf Toren sowie 111 Zweitligapartien mit sieben Toren endgültig seine Profikarriere. Danach arbeitete er als Vertreter Elektrikbranche und war für einen unterklassigen Verein aus Villenave-d’Ornon weiterhin als Fußballer aktiv. Von 1958 bis 1963 war er als Trainer für den Klub tätig; einen Trainerposten in den oberen Spielklassen übernahm er allerdings nicht.